# 中里今泉テレビ中継局
中里今泉テレビ中継局（なかさといまいずみテレビちゅうけいきょく）は、青森県北津軽郡中泊町に置かれているテレビ中継局である。

## 中継局概要

### デジタルテレビ放送
| リモコン 番号 | 放送局名         | チャンネル 番号 | 空中線 番号 | ERP   | 偏波面   | 放送対象地域 | 放送区域 内世帯数 | 運用開始日      |
| ------------- | ---------------- | --------------- | ----------- | ----- | -------- | ------------ | ----------------- | --------------- |
| 1             | RAB 青森放送     | 22              | 50mW        | 520mW | 水平偏波 | 青森県       | 約700世帯         | 2010年 12月20日 |
| 2             | NHK 青森教育     | 26              | 50mW        | 520mW | 水平偏波 | 全国         | 約700世帯         | 2010年 12月20日 |
| 3             | NHK 青森総合     | 20              | 50mW        | 520mW | 水平偏波 | 青森県       | 約700世帯         | 2010年 12月20日 |
| 5             | ABA 青森朝日放送 | 24              | 50mW        | 520mW | 水平偏波 | 青森県       | 約700世帯         | 2010年 12月20日 |
| 6             | ATV 青森テレビ   | 18              | 50mW        | 520mW | 水平偏波 | 青森県       | 約700世帯         | 2010年 12月20日 |

- 所在地： 北津軽郡中泊町今泉（今泉山）[2]
- 放送区域： 中泊町の一部[2]
- 2010年9月28日に予備免許が交付され[3][4]、11月下旬に試験電波を発射。12月16日に本免許が交付され[1]、12月20日に本放送を開始した[1]。ABAはデジタル新局として開設された。
- 当初は青森本局によるカバーの予定だったが[5]、ロードマップが変更され、デジタル中継局が開設されることになった。

### アナログテレビ放送
| チャンネル 番号 | 放送局名       | 空中線電力 （映像/音声） | ERP （映像/音声） | 偏波面   | 放送対象地域 | 放送区域 内世帯数 | 運用開始日    |
| --------------- | -------------- | ------------------------ | ----------------- | -------- | ------------ | ----------------- | ------------- |
| 56              | ATV 青森テレビ | 100mW/25mW               | 1.8W/450mW        | 水平偏波 | 青森県       | -                 | 1983年3月31日 |
| 58              | RAB 青森放送   | 100mW/25mW               | 1.8W/450mW        | 水平偏波 | 青森県       | -                 | 1983年3月31日 |
| 60              | NHK 青森総合   | 100mW/25mW               | 1.8W/450mW        | 水平偏波 | 青森県       | -                 | 1983年3月31日 |
| 62              | NHK 青森教育   | 100mW/25mW               | 1.8W/450mW        | 水平偏波 | 全国         | -                 | 1983年3月31日 |

- 所在地： デジタルテレビ放送に同じ
- 2011年7月24日をもってすべて廃止された。ABAにはチャンネルが割り当てられないまま廃局を迎えた。